# Iľanovská dolina
Iľanovská dolina je údolí a soutěska v pohoří a geomorfologickém podcelku Ďumbierské Tatry ležícího v pohoří Nízké Tatry na severním Slovensku. Geograficky se převážně nachází na území části Iľanovo (město Liptovský Mikuláš) a okrajově v obcích Demänovská Dolina a Závažná Poruba v okrese Liptovský Mikuláš v Žilinském kraji v regionu Liptov a Národním parku Nízké Tatry.

## Popis doliny
Iľanovská dolina má svůj název podle vesnice Iľanovo. Protéká jí říčka Iľanovianka (přítok řeky Váh) s malou vodní nádrží. V dolní (severní) části je široká a jižním směrem se postupně zužuje a má délku cca 9 km. Dolina se „zařezává“ do okolních vápenců a dolomitů hor. Iľanovská dolina na severu navazuje na Liptovskou kotlinu s vesnici Iľanovo. Ze západu je dolina ohraničena svahy hor Rohačka (827 m n. m.) Demänovská hora (1304 m n. m.), Kurence (1264 m n. m.), Rovná (1229 m n. m.), Magura (1376 m n. m.), Pusté (1501 m n. m.) a Biela skala (1464 m n. m.). Východní hranici doliny tvoří svahy hor Vápenná (792 m n. m.) Bodová (955 m n. m.), Končistý vrch (1390 m n. m.), Poludnica (1548 m n. m.), Kúpeľ (1270 m n. m.) a hřeben Kliny. Jižní konec doliny uzavírá svah hory Krakova hoľa (1752 m n. m.).

## Další informace
Dolina je celoročně volně přístupná (mimo možné zimní uzávěry) a vedou jí turistické trasy, cyklotrasy a v zimě také trasy pro běžky. V dolině se také nachází 3 partizánské bunkry a působil zde aktivní odboj během druhé světové války a Slovenského národního povstání.

## Galerie

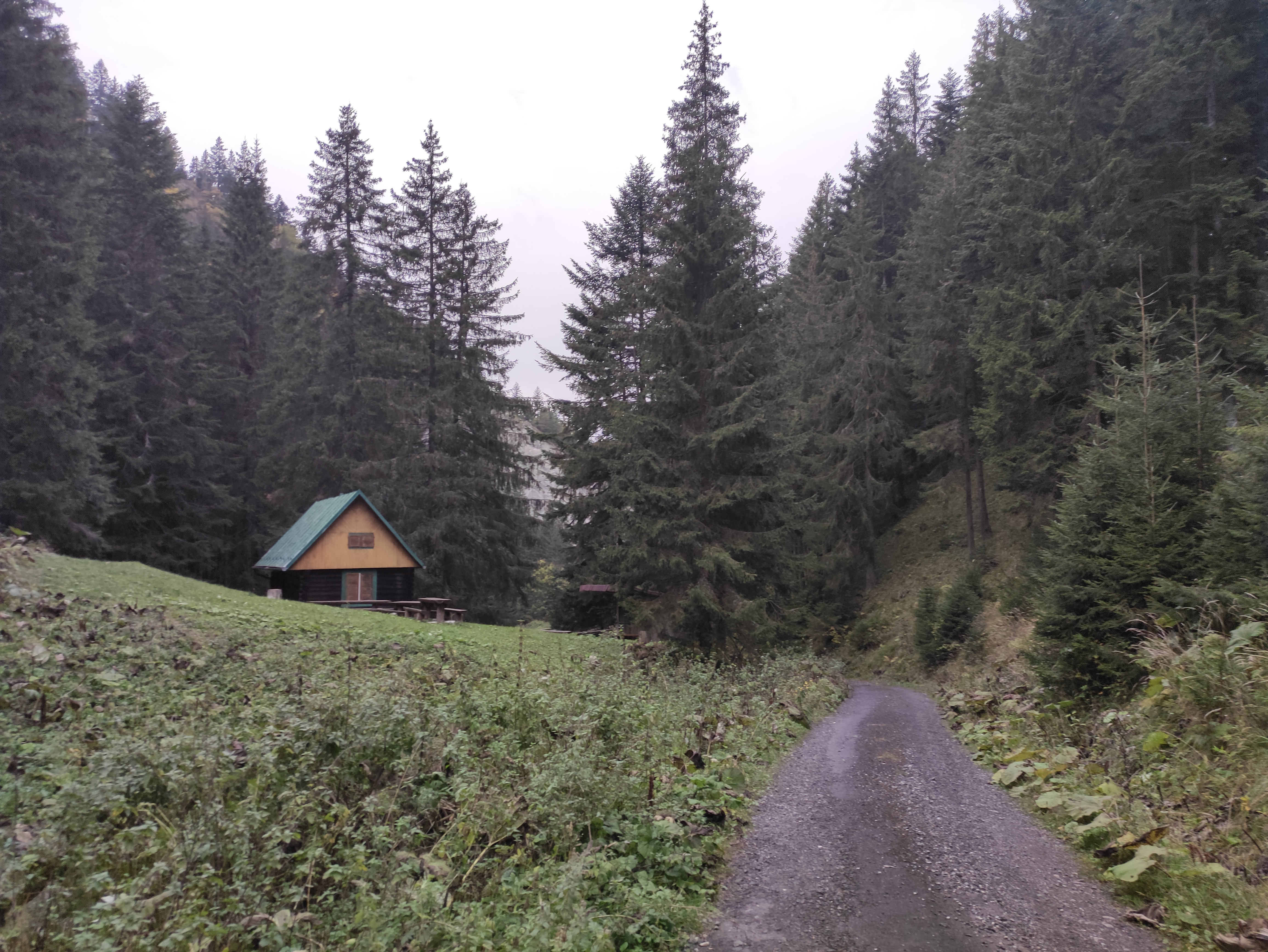
Hájovna
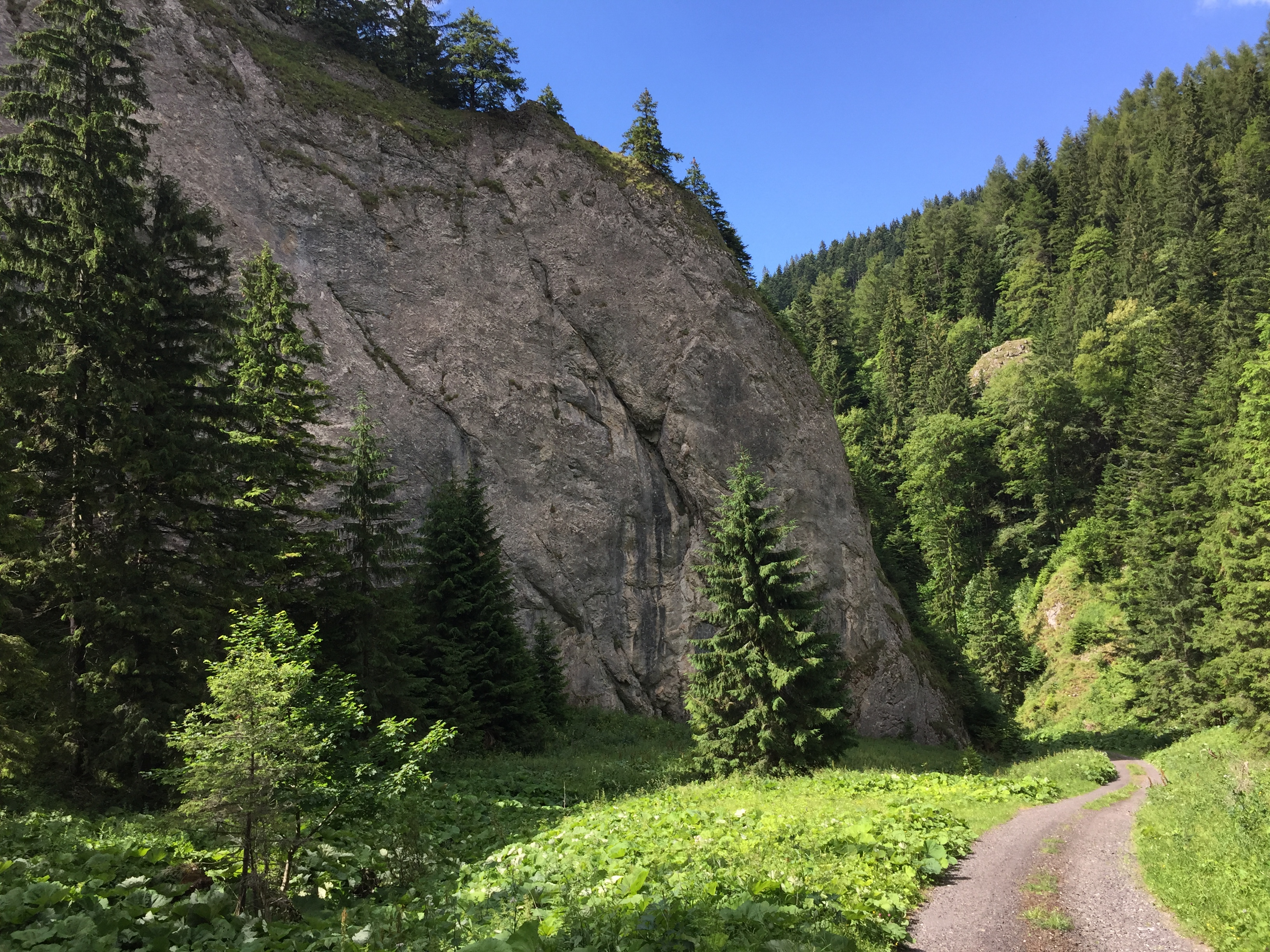
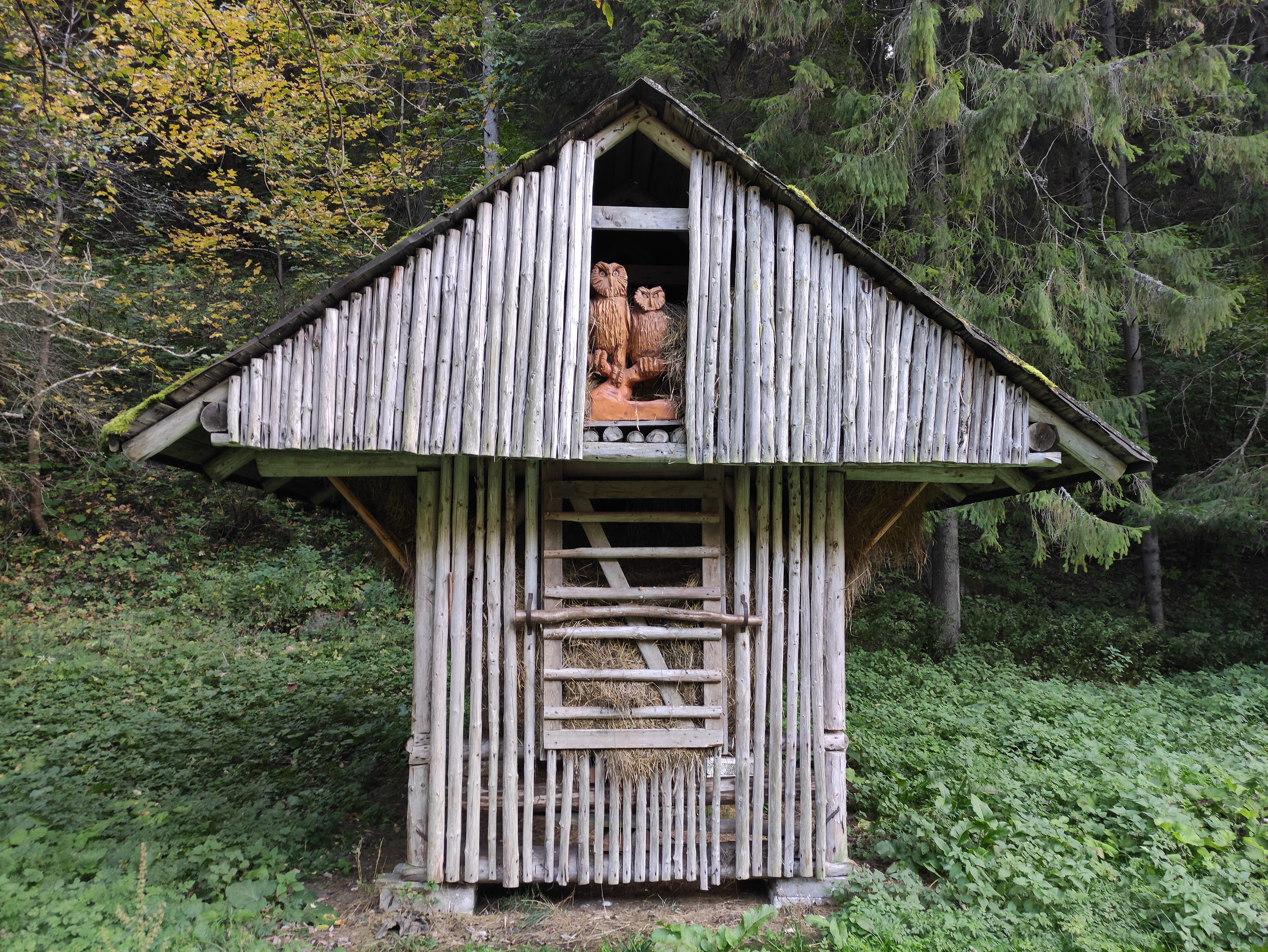
Krmelec se seníkem a sochami
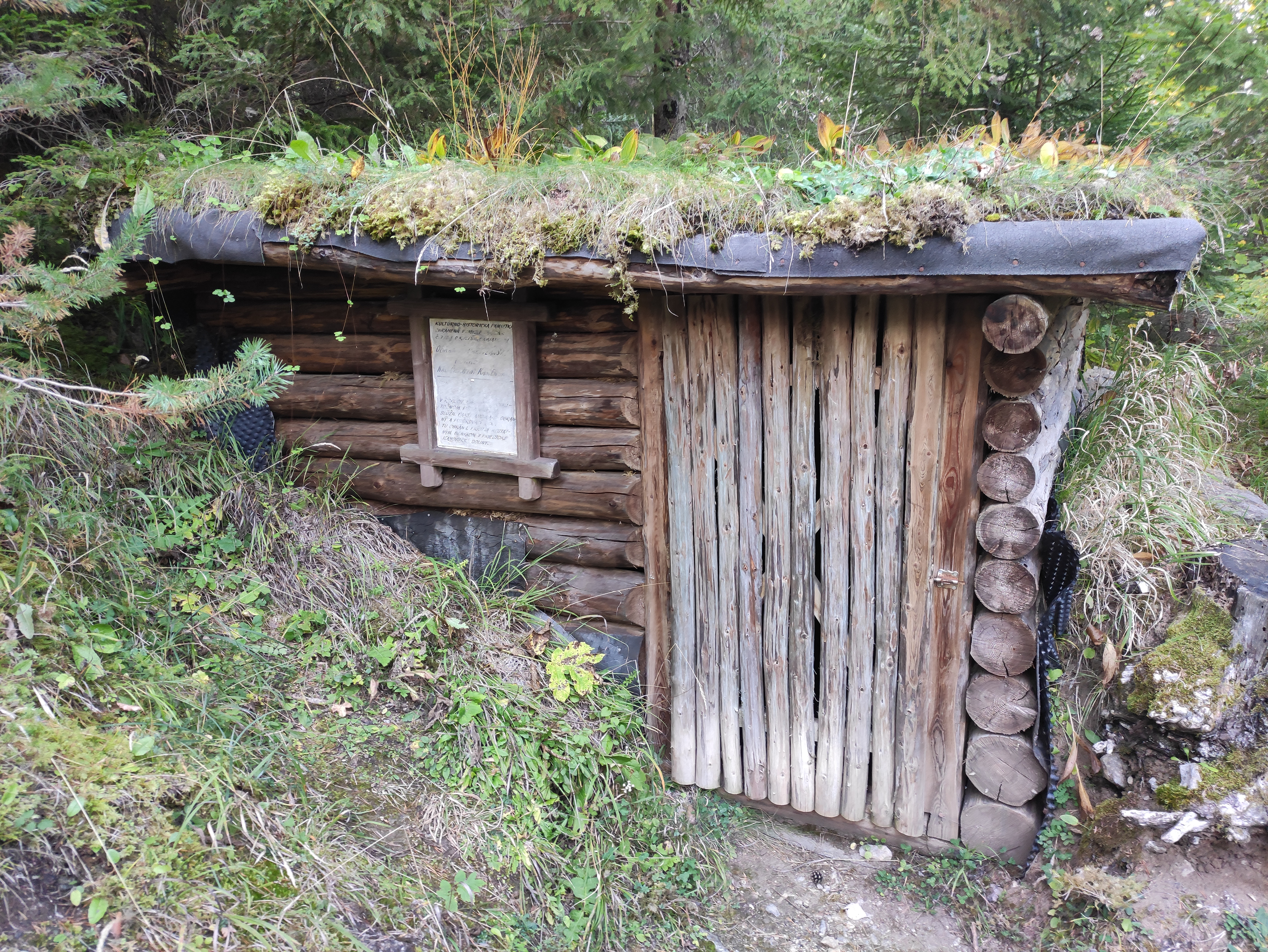
Partizánsky bunker
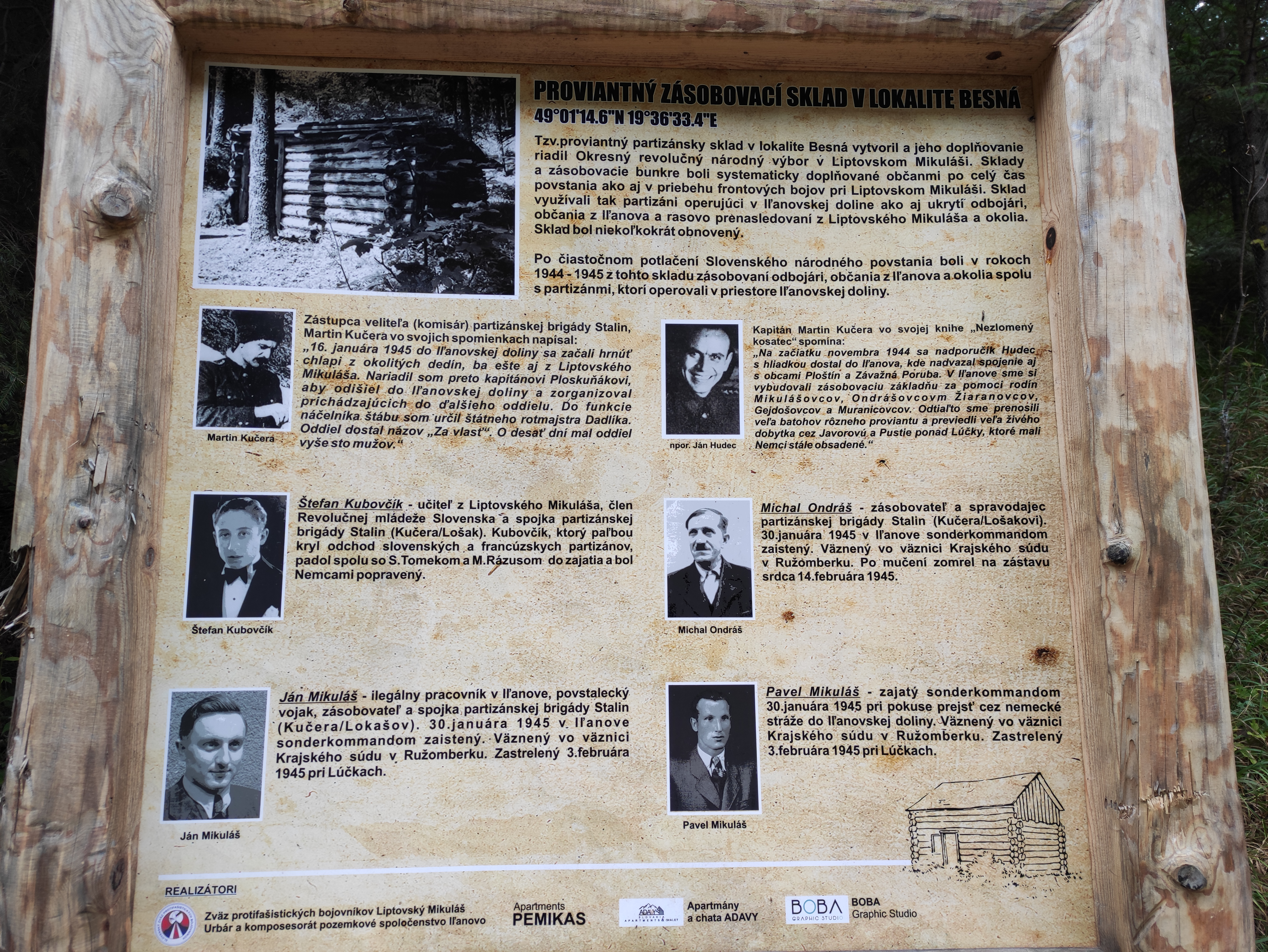
Informační panel (Partizánsky bunker)
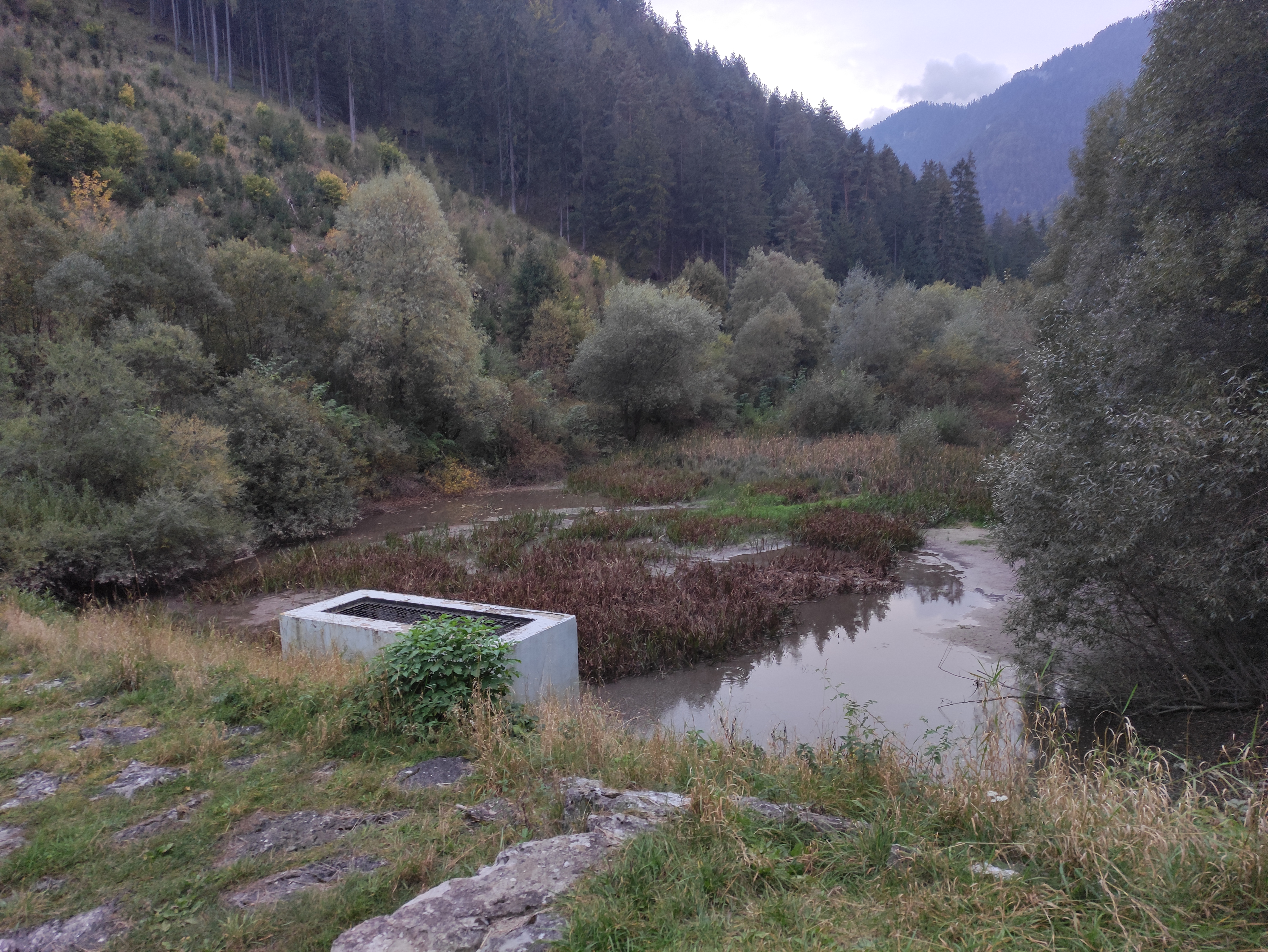
Vodní nádrž, potok Iľanovijanka
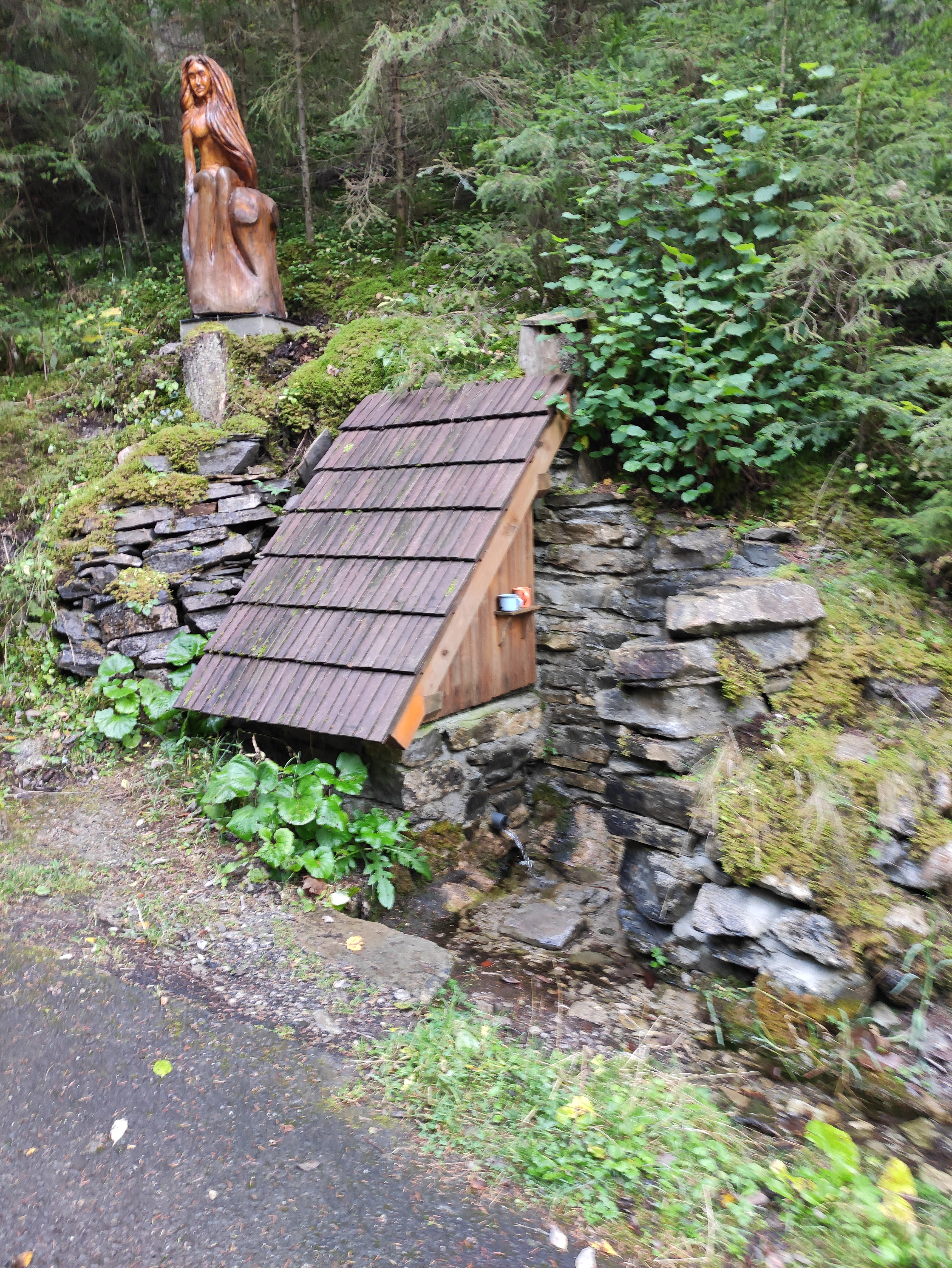
Studánka se sochou